# Geographisches Statistisch-Topographisches Lexikon von Schwaben
Das Geographische Statistisch-Topographische Lexikon von Schwaben (kurz auch nur Lexikon von Schwaben) ist ein ab 1791 in mehreren Teilen erschienenes Lexikon von Philipp Ludwig Hermann Röder. Der vollständige Titel lautete Geographisches Statistisch-Topographisches Lexikon von Schwaben oder vollständige alphabetische Beschreibung aller im ganzen Schwäbischen Kreis liegenden Städte, Klöster, Schlösser, Dörfer, Flecken, Höfe, Berge, Thäler, Flüsse, Seen, merkwürdiger Gegenden u.s.w. mit genauer Anzeige von deren Ursprung, ehmaligen und jezigen Besizern, Lage, Regimentsverfassung, Anzahl und Nahrung der Einwohner, Manufakturen, Fabriken, Viehstand, merkwürdigen Gebäuden, neuen Anstalten, vornehmsten Merkwürdigkeiten u.s.w.
Die Erstausgabe des ersten Bandes (Anfangsbuchstaben A bis K) erschien 1791, der zweite Band (Anfangsbuchstaben L bis Z) folgte ein Jahr später, 1792. Als Ergänzung zu den Bänden erschien 1797 Zusäze, Verbesserungen und neue Artikel zu dem Geographisch-Statistisch-Topographischen Lexikon von Schwaben. Nebst einem Anhang über die sämmtlichen fünf Ritterkantone der Reichsritterschaft in Schwaben. 1800 und 1801 erschienen die beiden Bände als „vermehrte und verbesserte Auflage“, die, wie der Autor im Vorwort schreibt, im Gegensatz zur ersten Auflage „um ein beträchtliches, durch viele neue und verbesserte Artikel – wie der Augenschein lehret, - vermehret werden konnte“.
Die Bände wurden jeweils von der Stettinischen Buchhandlung in Ulm verlegt und in Fraktur gedruckt.